# ليونارد أ. جايسون
ليونارد أ. جايسون (بالإنجليزية: Leonard A. Jason)‏ هو عالم نفس أمريكي، ولد في 1949.